# Швейцария на «Детском Евровидении — 2004»
Швейцария участвовала в «Детском Евровидении — 2004», проходившем в Лиллехаммере, Норвегия, 20 ноября 2004 года. На конкурсе страну представил Демис Мирарчи с песней «Birichino», выступивший четвёртым. Он занял шестнадцатое место, набрав 4 балла. Это было первое и единственное участие Швейцарии на «Детском Евровидении»: в 2005 году вещатель отказался от участия из-за финансовых трудностей и отсутствия интереса в участии.

## Внутренний отбор
2 сентября 2004 года RSI выбрали Демиса Мирарчи с песней «Birichino», победителя фестиваля детской песни Mara & Meo в 2002 году, для «Детского Евровидения — 2004». Несмотря на то, что вещатель нарушил правила конкурса (Демис Мирарчи выиграл фестиваль детской песни в 2002 году с той же песней, что была выбрана для «Детского Евровидения — 2004»), им всё равно разрешили участвовать в конкурсе.

## На «Детском Евровидении»
Финал конкурса для немецкоговорящей аудитории транслировал телеканал SF2, комментатором которого был Роман Кильхспергер, для франкоговорящей аудитории транслировал TSR 2, комментатором которого была Мари-Тереза Порше, а для италоговорящей аудитории — телеканал TSI 1, комментаторами которого были Клаудио Лаццарино и Даниэле Раузео. Голоса от Швейцарии объявляла Гайя Бертончини. Денис Мирарчи выступил под четвёртым номером перед Норвегией и после Нидерландов, и занял шестнадцатое место, набрав 4 балла.

## Голосование[7]
| Баллы     | Страна |
| --------- | ------ |
| 12 баллов |        |
| 10 баллов |        |
| 8 баллов  |        |
| 7 баллов  |        |
| 6 баллов  |        |
| 5 баллов  |        |
| 4 балла   | Мальта |
| 3 балла   |        |
| 2 балла   |        |
| 1 балл    |        |

| Баллы     | Страна             |
| --------- | ------------------ |
| 12 баллов | Испания            |
| 10 баллов | Румыния            |
| 8 баллов  | Хорватия           |
| 7 баллов  | Великобритания     |
| 6 баллов  | Франция            |
| 5 баллов  | Северная Македония |
| 4 балла   | Бельгия            |
| 3 балла   | Дания              |
| 2 балла   | Греция             |
| 1 балл    | Кипр               |